# اللادينية في أفغانستان
وفقاً لدراسة أعدها الاتحاد الدولي الإنساني والأخلاقي (IHEU)، فإن أفغانستان هي إحدى الدول السبع في العالم (تشمل الدول الست الأخرى إيران وجزر المالديف وموريتانيا وباكستان والمملكة العربية السعودية والسودان) حيث أن الإلحاد أو تغيير الدين يمكن أن يؤدي إلى حكم الإعدام. وفقاً لمؤشر واين-غالوب العالمي لعام 2012 الخاص بالدين والإلحاد، فإن أفغانستان تُعد من بين الدول التي يكون فيها الأشخاص أقل احتمالاً للاعتراف بكونهم ملحدين.

## الردة في أفغانستان
الردة هي جريمة بموجب شريعة أفغانستان. على الرغم من أن الهندوس والسيخ عاشوا في البلاد بسلام لقرون، ويُظر إلى المرتدين على أنهم غير مرغوب فيهم. يُعتبر المرتدون بما في ذلك الملحدون آمنين إذا ما تمت تربيتهم كمسلمين ولم يجعلوا معتقداتهم علنية. عادة ما يتم نفي المرتدين من قبل عائلاتهم. تحمل الردة والتحول إلى الإلحاد أحكاماً بالإعدام في النظام القانوني الإسلامي بأفغانستان. ومن المعروف أيضاً في أفغانستان حدوث عمليات إعدام خارج نطاق القانون بشكل علني.